# Repubblica di Danzica
La Repubblica di Danzica, chiamata anche Città Libera di Danzica, fu uno stato semi-indipendente istituito da Napoleone Bonaparte il 9 settembre 1807 all'epoca delle guerre napoleoniche, a seguito della conquista della città di Danzica con l'assedio di maggio.

## Storia
Questo territorio fu scorporato dalle terre che costituivano parte del Regno di Prussia, consistenti della città di Danzica insieme al suoi circondario rurale alla foce della Vistola, insieme alla Penisola di Hel e alla metà meridionale del litorale della Vistola. Dalla fine di gennaio al 29 novembre 1813 le forze russe strinsero d'assedio la città e le forze occupanti francesi si ritirarono il 2 gennaio 1814.
Dopo il Congresso di Vienna Danzica fu reincorporata all'interno della Prussia. La città divenne capoluogo del distretto e della provincia della Prussia Occidentale, ma la sua tradizionale autonomia fu significativamente ridotta.